# Liberté, égalité, fraternité

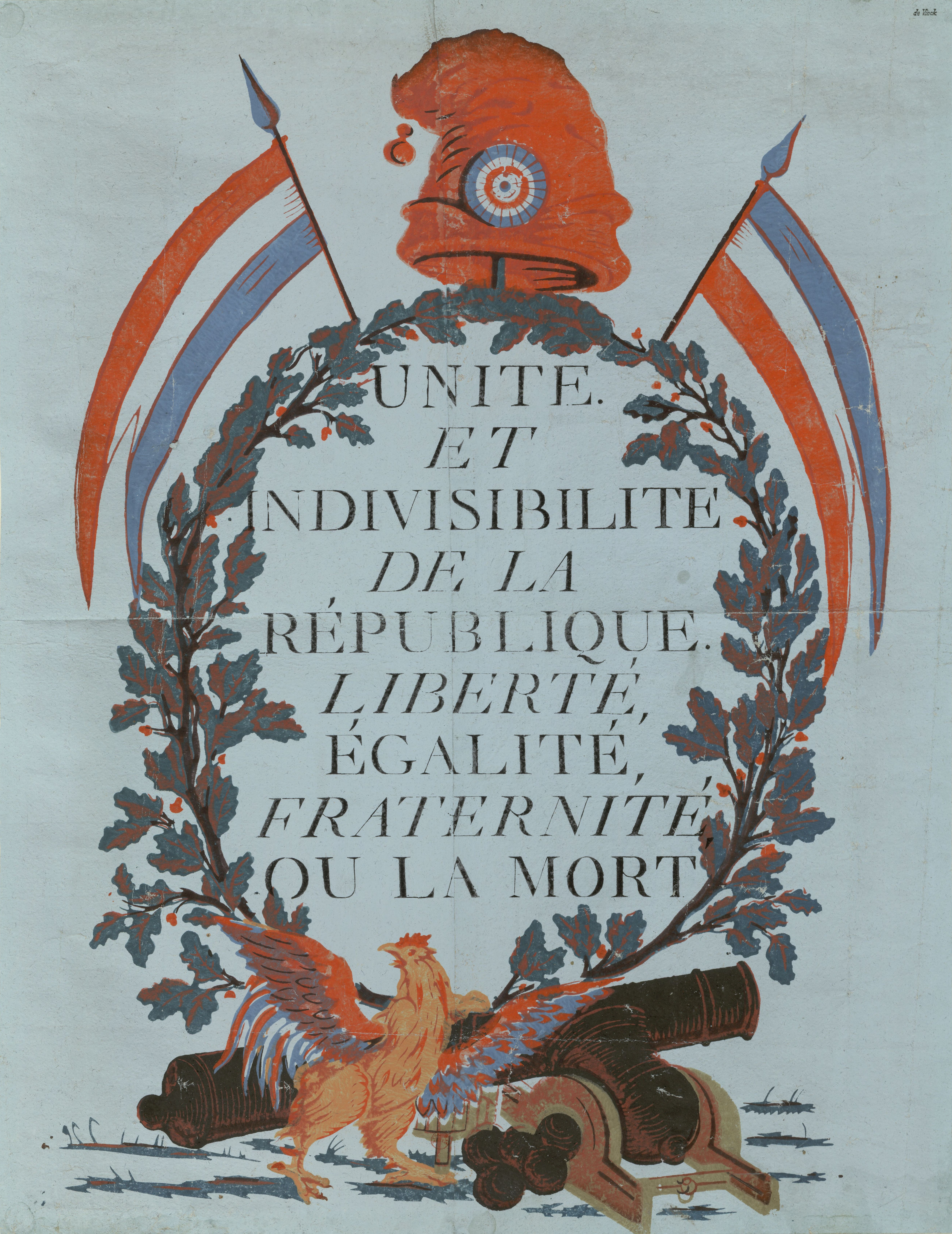
Một poster tuyên truyền từ năm 1793 đại diện cho Đệ Nhất Cộng hòa Pháp, với khẩu hiệu "Thống nhất và Không thể tách rời nền Cộng hòa. Tự do, Bình đẳng, Bác ái hoặc Chết" cùng với các biểu tượng như: cờ ba màu, mũ phrygian và gà trống Gô-loa

Liberté, égalité, fraternité (phát âm [libɛʁte eɡalite fʁatɛʁnite]), tiếng Pháp cho "tự do, bình đẳng, bác ái" là khẩu hiệu quốc gia của Cộng hòa Pháp và Cộng hòa Haiti, và là một ví dụ về tiêu ngữ ba bên. Mặc dù nó khởi đầu trong Cách mạng Pháp, nhưng sau đó nó chỉ là một câu châm ngôn và không được thể chế hóa cho đến khi Đệ Tam Cộng hòa Pháp vào cuối thế kỷ 19. Các cuộc tranh luận liên quan đến tính tương thích và trật tự của ba điều khoản bắt đầu cùng lúc với Cách mạng. Đó cũng là phương châm của Grand Orient de France và Grande Loge de France.